# Ungdom mot EU
Ungdom mot EU (UmEU, dansk: Ungdom mod EU) er en norsk tværpolitisk ungdomsorganisation som arbejder med oplysning om og aktivisme for folkestyre, miljø og solidaritet, og mod norsk medlemskab i Den europæiske union. Ungdom mot EU er ungdomsorganisationen til Nei til EU og deler hovedkvarter med dem i Oslo. Ungdomsorganisationen har 1400 medlemmer.

## Ledere i Ungdom mot EU
- Bjørn Ola Opsahl – 2014 –
- Mads Opheim – 2013 – 2014
- Marte Gustad Iversen – 2011–2012
- Tale Marte Dæhlen – 2010
- Sigrid Z. Heiberg – 2009
- Tore Syvert Haga – 2007–2008
- Gunvor Hass – 2006
- Hedda Haakestad – 2004–2005
- Maria Walberg – 2002–2003
- Maria Lyngstad – 2000–2001
- Trude Sørensen – 1999
- Haakon Flemmen – 1997–1998
- Kari Anne Moe – 1995–1996
- Halvard Ingebrigtsen – 1993–1994
- Olav Sannes Vika – 1991–1992